# Flàvia Valèria Constància
|  | No s'ha de confondre amb Flàvia Màxima Constància. |

Flàvia Valèria Constància (Flavia Valeria Constantia), també coneguda com a Constantina (Trèveris?, c. 294 - c. 330), va ser una emperadriu romana, filla de Constanci I Clor i de Teodora, la seva segona esposa.
Cap al 311 o el 312 el seu germanastre Constantí el Gran la va prometre a Licini, emperador d'Orient. El matrimoni es va celebrar 313, durant la trobada entre els dos emperadors a Milà, quan ella tenia uns 16 anys (i el seu marit més del doble). El 315 Licini i ella van tenir un fill, Licinià, que als 20 mesos d'edat va ser proclamat cèsar juntament amb els seus cosins, flls de Constantí.
El 316 va esclatar la guerra civil entre Licini i Constantí, i Constància va mantenir-se al costat del seu marit. També ho va fer en la segona guerra entre ells dos, iniciada l'any 324. Finalment, Licini va ser derrotat prop de Crisòpolis i es va retirar a Nicomèdia, on Constantí el va assetjar. Per salvar la vida del seu marit, que ni podia resistir ni podia fugir, Constància va anar a veure el seu germà i va obtenir-ne el perdó per a Licini (324), que va ser confinat amb ella a Tessalònica i obligat a viure com un ciutadà privat. Encara que poc després Constantí va ordenar l'execució de Licini, acusat de conspiració (325), i també la del seu fill Licinià (326), Constància va mantenir l'amistat amb el seu germanastre i es va instal·lar a la cort, on va mantenir una posició influent (amb el rang de nobilissima femina) i Constantí li va donar sovint mostres d'afecte.
No se sap des quan va ser adepta del cristianisme. Es diu que havia estat batejada a Roma pel papa Silvestre I. Les morts familiars i l'ambient de la cort de Constantí, amb la presència d'importants apologetes de la nova religió, reforçarien les seves creences. A la cort, per influència d'un sacerdot arrià de nom desconegut, Constància va adoptar l'arrianisme. Constància va ser present al concili de Nicea (325), on va fer valdre la seva influència a favor d'Arri, encara que finalment no va poder evitar la condemna de l'arrianisme i l'excomunió i desterrament d'aquell.
Poc després, Constància va morir d'una greu malaltia, poc abans de fer els 40 anys. Constantí va ser al seu costat al morir, i el va convèncer que Arri havia estat calumniat i que havia de ser rehabilitat.
La ciutat de Constanţa, a l'actual Romania, li deu el nom.